# Casa al carrer Gispert, 12 (Bàscara)
La Casa al carrer Gispert, 12 és una obra de Bàscara (Alt Empordà) inclosa a l'Inventari del Patrimoni Arquitectònic de Catalunya.

## Descripció
Situada dins del nucli urbà de la població de Bàscara, en el límit amb el nucli antic de la població, delimitat entre els carrers Gispert i Parets.

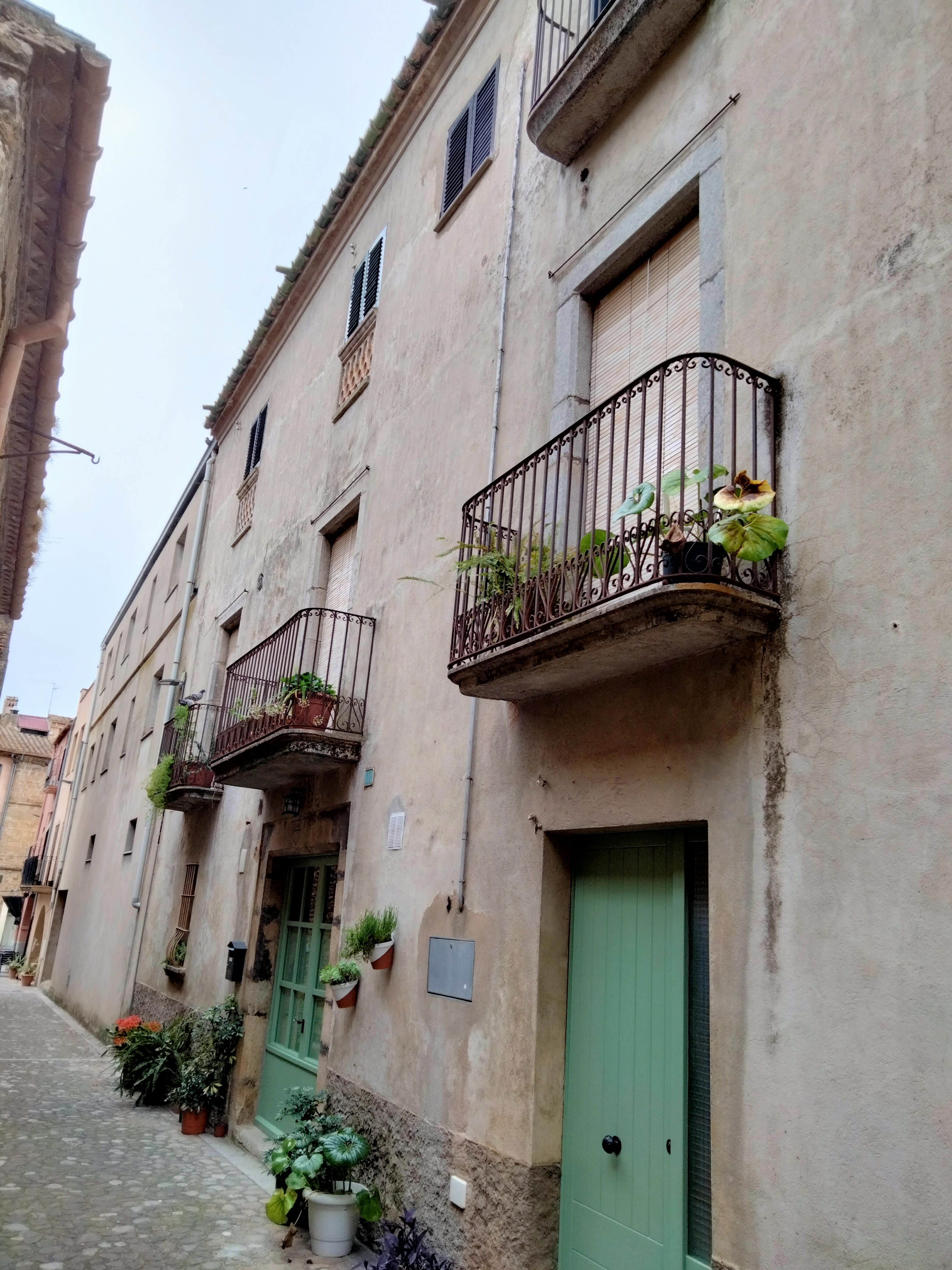
Façana principal, al carrer Gispert

Edifici entre mitgeres de planta rectangular, format per dos cossos adossats, amb la coberta de teula de quatre vessants i badalot central. Consta de tres crugies distribuïdes en planta baixa i dos pisos. La façana principal presenta les obertures rectangulars, algunes d'elles emmarcades amb carreus de pedra i d'altres amb els emmarcaments motllurats. A la planta baixa, el portal d'accés presenta dues dates gravades a la llinda, la de construcció de l'habitatge, “17”, mig esborrada per la data de l'última reforma, 1946. Als pis hi ha tres balcons exempts, amb els finestrals emmarcats amb pedra. De les obertures de la segona planta destaquen les dues finestres balconeres amb barana d'obra. La façana posterior presenta una galeria d'arcs rebaixats al primer pis, amb barana d'obra, i una terrassa descoberta a la segona planta, amb balustrada. A la planta baixa destaca un portal d'arc rebaixat adovellat al centre del parament. L'edifici està emmarcat pels laterals mitjançant dos cossos verticals, disposats a mode de torres. La façana està rematada amb una àmplia cornisa motllurada, sostinguda per mènsules de mida gran.
La construcció està arrebossada i pintada.

## Història
Casa bastida vers el segle xviii dins del nucli antic de Bàscara, i reformada l'any 1946, tal com ho testimonien les dates que es documenten a la dovella central de la porta principal d'accés.
La casa està delimitada a migdia pel carrer Parets, el qual coincideix amb l'antiga vall meridional, que formava part de l'antic recinte emmurallat de la vila del segle xiii.